# لعبة أكشن تقمص الأدوار

طريقة ضرب العدو للعبة أكشن تقمص الأدوار بلعبة ذا سورج 2.

 لعبة أكشن تقمص الأدوار (أو تمثيل الأدوار) (بالإنجليزية: Action role-playing game)‏
هو نوع يمزج بين عناصر ألعاب تمثيل الأدوار وعناصر ألعاب الأكشن. الاختلاف الرئيسي هو طريقة قتال الأعداء حيث في تمثيل الأدوار الأكشن يتم مهاجمة الأعداء بشكل مشابه لألعاب بيتم أب بينما في ألعاب تمثيل الأدوار يقاتل اللاعب الأعداء في معارك منفصلة. كينجدم هارتس (بالإنجليزية: Kingdom Hearts)‏ مثال على ألعاب تمثيل الأدوار الأكشن.